# Особняк Апштейна
Особня́к Апште́йна — дом в неоклассическом стиле в Киеве на Спасской улице, 12.
Редкий образец усадебной застройки Подола в стиле неоклассицизма.
Приказом Министерства культуры Украины № 869 от 15 октября 2014 года здание внесено в учёт памятников архитектуры (охранный номер 291-Кв).

## История участка

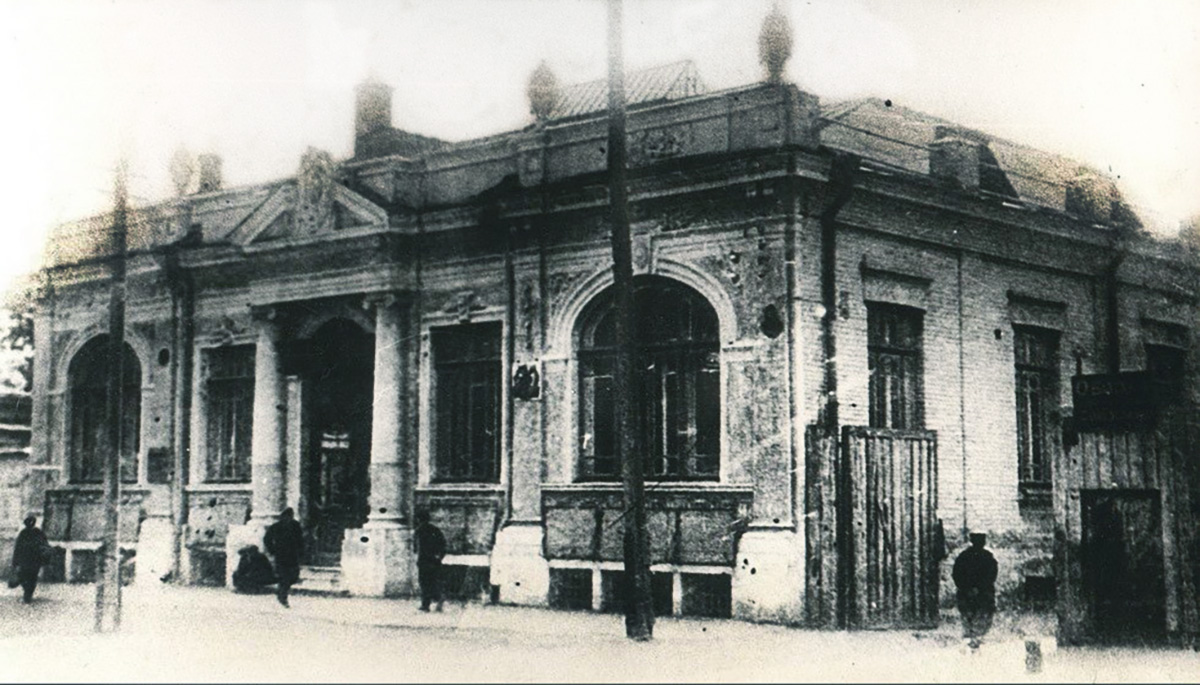
Фото 1920

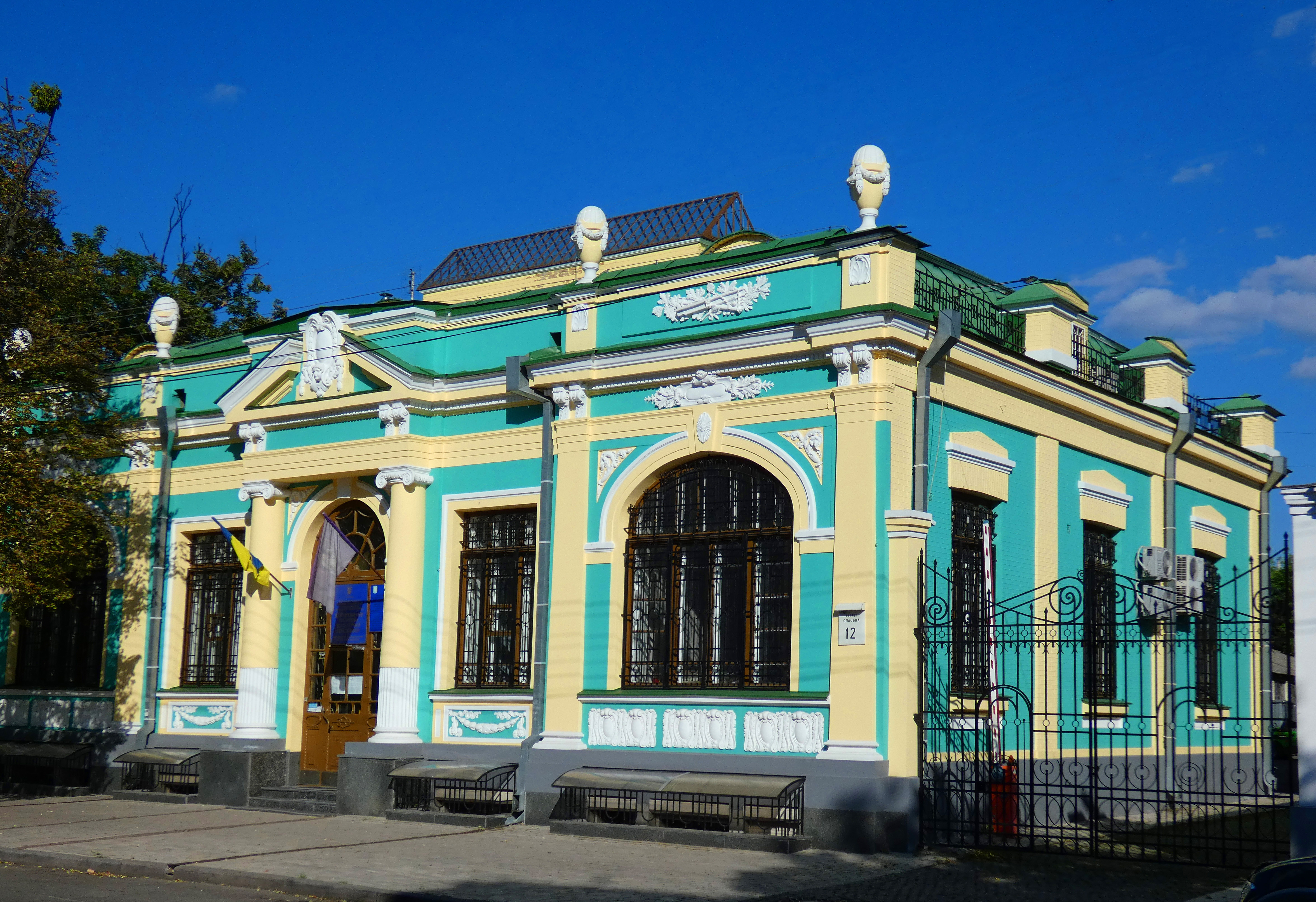
Фото 2020

Усадьба возникла вследствие перепланирования улиц после большого пожара 1811 года на Подоле. На ней находился малоэтажный деревянный дом с каменным цоколем.
По состоянию на 1882 год, участком владела Наталия Бережецкая. До 1899 года собственником стал киевский купец первой гильдии Тевье Моисеевич Апштейн.

## Сооружение и использование здания
В 1912—1913 годах по заказу Апштейна в усадьбе построили каменное здание по проекту архитектора Валериана Рыкова.
В доме купец разместил контору и правление акционерного общества «Т. М. Апштейн и сыновья для железо-технической торговли и лесопромышленности», а сам переехал жить в Дом «плачущей вдовы», что на Лютеранской улице, 23.
В январе 1918 года большевики конфисковали дом для нужд штаба конного дивизиона Червонного казачества, воевавшего с Армией Украинской Народной Республики и принимавшего участие в захвате Киева. В помещении разместили редакцию пропагандистской газеты «К оружию».
В 1919 году в доме действовал молодёжный клуб комсомольцев, которых большевики бросили летом на подавление антибольшевистского крестьянского восстания на Киевщине под руководством атамана Зелёного.
Впоследствии усадьбу передали ПТУ № 14.
В 1994—1997 годах в особняке провели ремонтно-реставрационные работы.
В 2019 году каменное здание вновь отреставрировали.
С 1995 года помещение дома занимает учреждение по охране культурного наследия.

## Архитектура

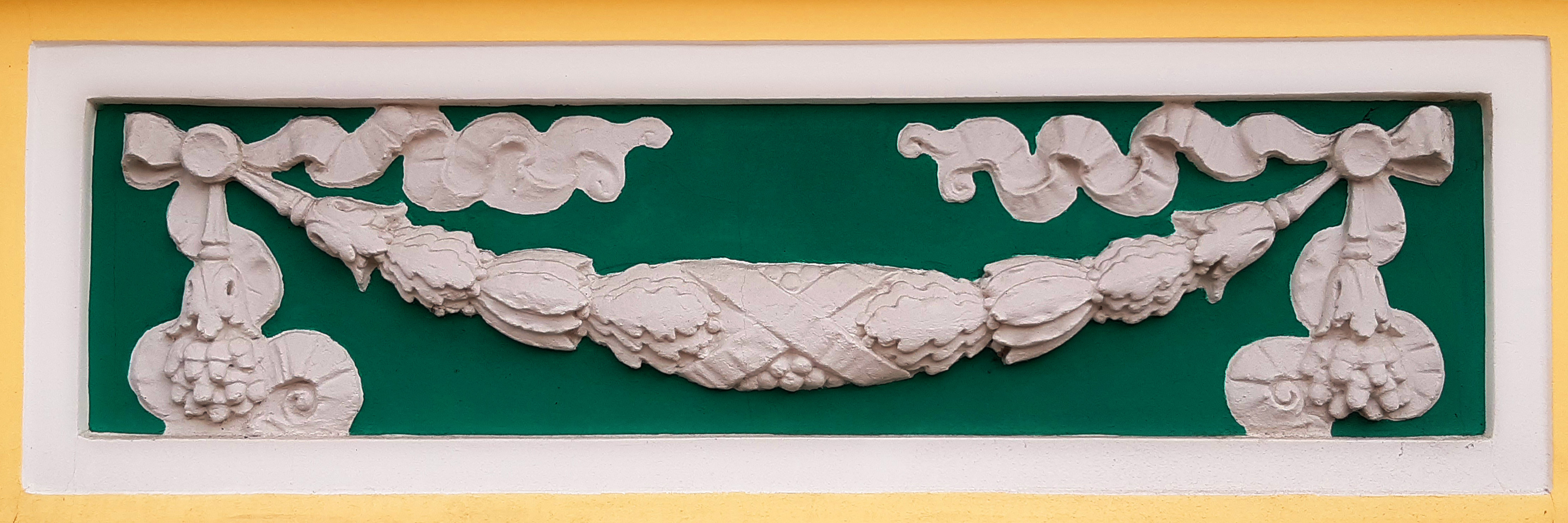
Фестон

Одноэтажное кирпичное, Г-подобное в плане здание имеет подвал, вальмовую крышу, плоские перекрытия и мансарду со стороны двора.
Фасад оформлен в стиле неоклассицизма. Стилистика особняка сближает его с особняком Шестакова.
Фасад акцентирован порталом, который фланкирован колоннами с капителями ионического ордера и разорванным треугольным фронтоном. В поле фронтона — картуш с маскароном.
На фалангах размещены огромные арочные окна с архивольтами и замковыми камнями. Над ними в фризе — картуши с акантом. Парапет украшен изображением листа аканта и изделиями из металлов (швеллера, цепи, зубчатого колесика), что символизировало род деятельности владельца. Аттик увенчан декоративными вазами. Ближе к входу оконные прорези — прямоугольные. Под арковыми окнами лепной орнамент в виде картушей, под квадратными — фестоны-гирлянды.

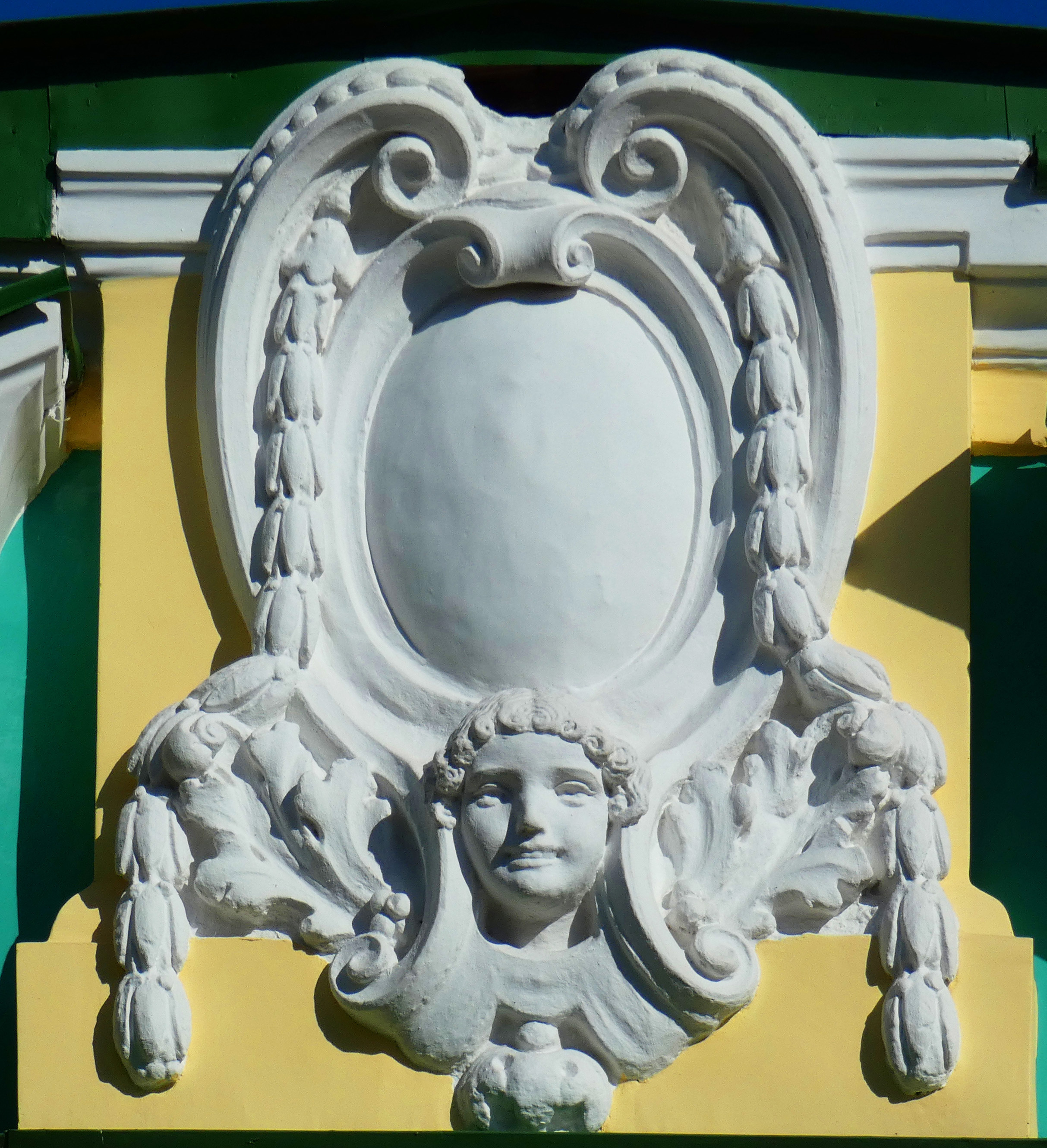
Картуш с маскароном во фронтоне
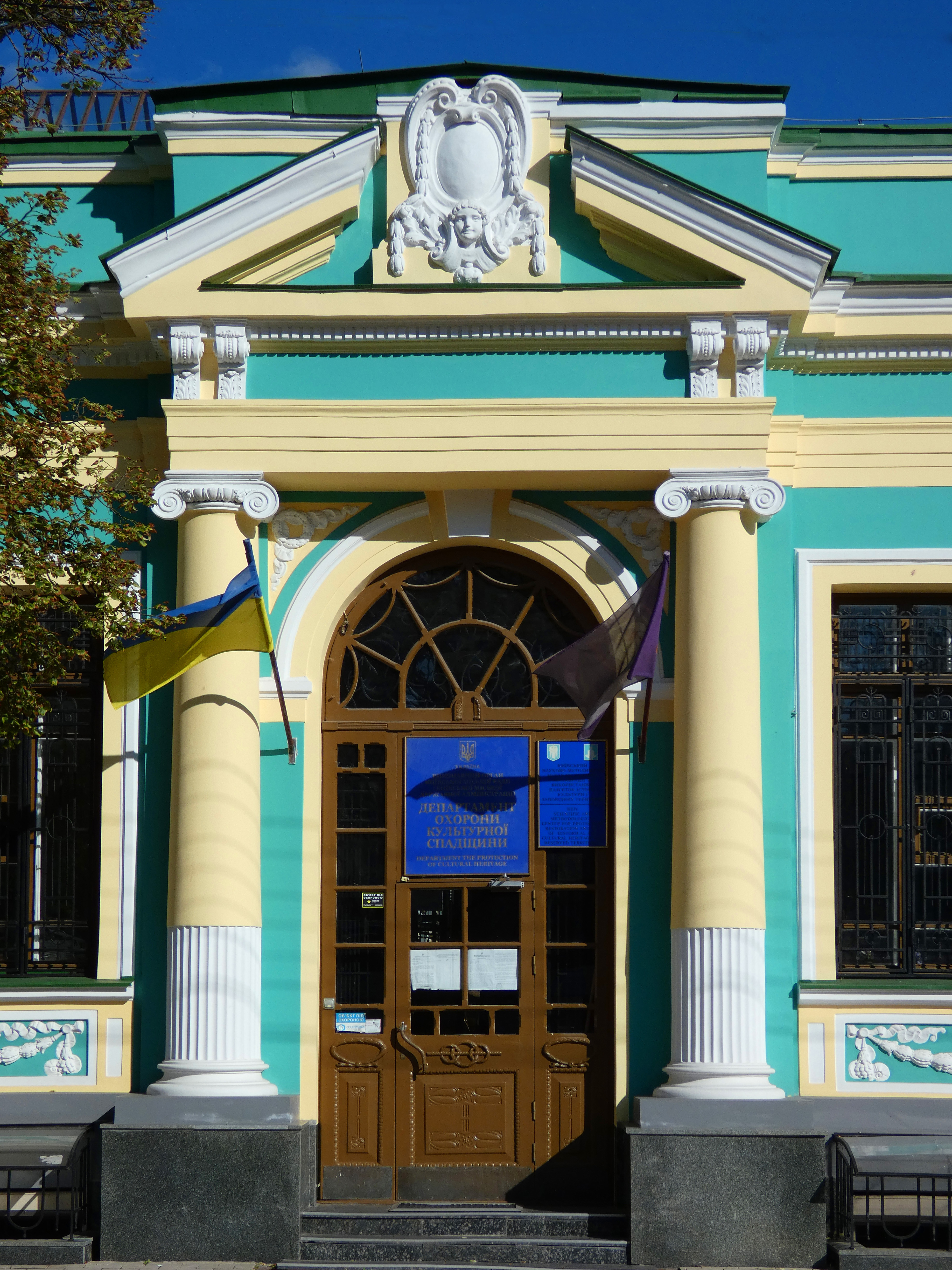
Портал с колоннами ионического ордера и разорванным треугольным фронтоном
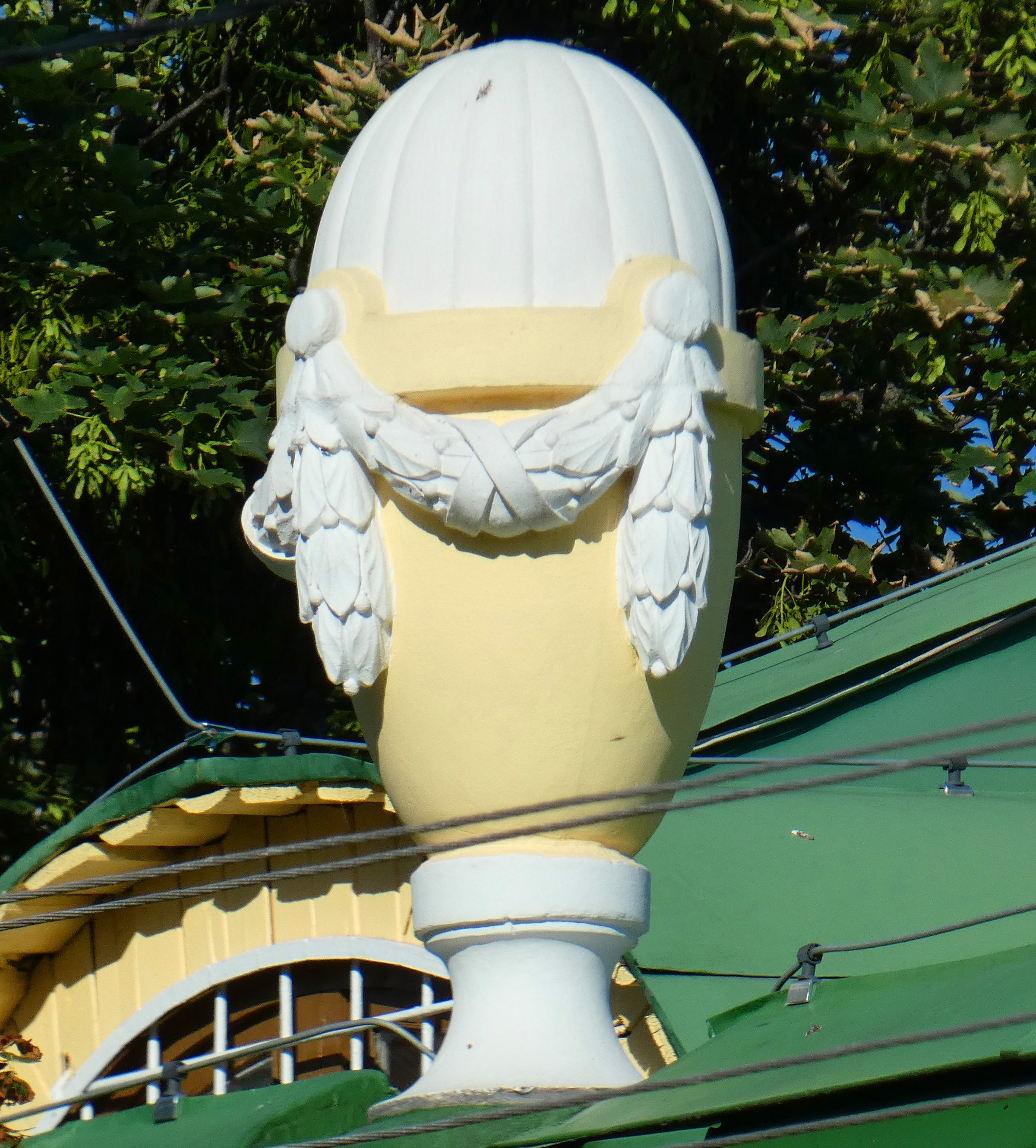
Декоративная ваза